# Danny Schenkel
Danny Schenkel (Amsterdam, 1 april 1978) is een Nederlands voormalig profvoetballer. Sinds het seizoen 2019-2020 was hij drie seizoenen de trainer van het vrouwenelftal van AFC Ajax.

## Carrière
Als jeugdspeler speelde Schenkel bij De Volewijckers en werd gescout door Ajax, waar hij tot de B2 kwam. Door blessures leek een profcarrière geen mogelijkheid, waardoor Schenkel bij DWS ging spelen en zich op zijn opleiding richtte.
De verdediger begon zijn profcarrière in 1999 bij Telstar, een eerstedivisionist. Hij zou hier drie seizoenen spelen, waarin hij regelmatig een basisplaats had. In de zomer van 2002 maakte de Amsterdammer een transfer naar het Sparta Rotterdam, toentertijd eveneens uitkomend in de eerste divisie. Hij maakte zijn debuut voor Sparta op 10 augustus 2002, in de uitwedstrijd tegen HFC Haarlem. In mei 2008 werd bekendgemaakt dat hij de overstap maakte naar het Tilburgse Willem II. Schenkel, die nog een contract had tot 2010, had op dat moment precies 150 wedstrijden voor de Rotterdamse club gespeeld.
Bij Willem II was hij meteen verzekerd van een basisplaats. Als een van de weinige spelers met veel ervaring kreeg hij een belangrijke rol toebedeeld door de technische staf. Niet alleen werd hij gezien als rustpunt in de defensie, ook bij dode spelsituaties in de nabijheid van het strafschopgebied moest hij gevaar stichten. Willem II-spits Frank Demouge verklaarde na afloop van het seizoen 2008/2009 dat Schenkel bij veel van zijn doelpunten als belangrijke bliksemafleider gediend had. Halverwege raakte Schenkel geblesseerd aan zijn achillespees. Hij was de rest van het seizoen uitgeschakeld. Toeval of niet, Frank Demouges productie stagneerde toen ook. In de voorbereiding op het seizoen 2009/2010 sloot hij weer aan bij de eerste selectie en ook speelde hij enkele oefenduels. Tegen KV Mechelen liep hij een enkelblessure op, waardoor hij de eerste speelrondes van het nieuwe seizoen moest missen.
In september 2010 vertrok hij naar AEK Larnaca, waar nog meer Nederlanders actief waren als speler en coach. In de zomer van 2011 kreeg Schenkel op Cyprus geen nieuw contract aangeboden en zocht hij een nieuwe uitdaging in Nederland. Met ingang van het seizoen 2011-2012 kwam Schenkel opnieuw uit voor Telstar. Hij speelde daar een jaar en volgde de verkorte profcursus TC3 en UEFA B. In de thuiswedstrijd tegen FC Volendam nam hij afscheid van het betaald voetbal en heeft daarna nog twee jaar voor de amateurs van AFC Ajax gespeeld. Op 36-jarige leeftijd stopte hij definitief met het actief spelen van voetbal met promotie naar de Topklasse en ging zich richten op zijn trainerscarrière.
Met ingang van seizoen 2019-20 werd Schenkel trainer van de AFC Ajax Vrouwen, die hij drie seizoenen lang trainde. Met Ajax behaalde hij in 2022 de KNVB beker.